# Repertoar
Repertoar (francosko: répertoire) je skupina skladb, ki jih solist ali ansambel glasbenikov obvladuje in jih je zmožen javno izvajati. 
Izraz se lahko nanaša tudi na letni program operne hiše ali gledališča.